# Tour de Bihor
O Tour de Bihor (oficialmente: Turul Ciclist ao Bihorului) é uma carreira ciclista por etapas que se disputa no distrito de Bihor, Romênia. A sua primeira edição disputou-se em 2016 fazendo parte do UCI Europe Tour dentro da categoria 2.2 (última categoria do profissionalismo). Em 2019, a carreira ascendeu à categoria 2.1.
A primeira edição foi vencida pelo colombiano Egan Bernal.

## Palmarés
| Ano  | Vencedor         | Segundo           | Terceiro           |
| ---- | ---------------- | ----------------- | ------------------ |
| 2016 | Egan Bernal      | Rodolfo Torres    | Matteo Fabbro      |
| 2017 | Rodolfo Torres   | Luca Chirico      | Iván Ramiro Sosa   |
| 2018 | Iván Ramiro Sosa | Alberto Giuriato  | Alessandro Bisolti |
| 2019 | Daniel Muñoz     | Markus Freiberger | Karel Hník         |

## Palmarés por países
| País     | Vitórias |
| -------- | -------- |
| Colômbia | 4        |